# Saint-Michel-de-Montaigne
Pour les articles homonymes, voir Saint-Michel.
Saint-Michel-de-Montaigne (en occitan Sent Miquèu de Montanha) est une commune française située dans le département de la Dordogne, en région Nouvelle-Aquitaine.

## Géographie

### Généralités
La commune de Saint-Michel-de-Montaigne se situe dans le sud-ouest du département de la Dordogne, à environ 75 km au sud-ouest de Périgueux et 40 km à l'ouest de Bergerac. La ville importante la plus proche est Castillon-la-Bataille dans le département de la Gironde.
Le bourg est placé au sommet du coteau de Montaigne dominant la vallée de la Lidoire. En sus du bourg, la commune comporte trois écarts, les hameaux des Illarets, du SALTY-Mo et de Bonnefare.
Le territoire communal comporte un très grand massif forestier et est essentiellement agricole et viticole.

### Communes limitrophes
Saint-Michel-de-Montaigne est limitrophe de sept autres communes dont quatre dans le département de la Gironde. Les Salles-de-Castillon n'est limitrophe au nord-ouest que par un quadripoint et Belvès-de-Castillon à l'ouest par une trentaine de mètres.
| Les Salles-de-Castillon (Gironde), Gardegan-et-Tourtirac (Gironde) | Montpeyroux               |           |
|                                                                    | Saint-Michel-de-Montaigne | Montcaret |
| Belvès-de-Castillon (Gironde), Castillon-la-Bataille (Gironde)     | Lamothe-Montravel         |           |

### Géologie et relief

#### Géologie
Situé sur la plaque nord du Bassin aquitain et bordé à son extrémité nord-est par une frange du Massif central, le département de la Dordogne présente une grande diversité géologique. Les terrains sont disposés en profondeur en strates régulières, témoins d'une sédimentation sur cette ancienne plate-forme marine. Le département peut ainsi être découpé sur le plan géologique en quatre gradins différenciés selon leur âge géologique. Saint-Michel-de-Montaigne est située dans le quatrième gradin à partir du nord-est, un plateau formé de dépôts siliceux-gréseux et de calcaires lacustres de l'ère tertiaire.
Les couches affleurantes sur le territoire communal sont constituées de formations superficielles du Quaternaire et de roches sédimentaires datant du Cénozoïque. La formation la plus ancienne, notée e7c-A, se compose de molasses du Fronsadais inférieur à moyen, à faciès argileux dominant (Priabonien supérieur continental). La formation la plus récente, notée CFp, fait partie des formations superficielles de type colluvions indifférenciées de versant, de vallon et plateaux issues d'alluvions, molasses, altérites. Le descriptif de ces couches est détaillé dans  les feuilles « no 804 - Libourne » et « no 805 - Sainte-Foy-la-Grande » de la carte géologique au 1/50 000 de la France métropolitaine, et leurs notices associées,.

Carte géologique de Saint-Michel-de-Montaigne.

#### Relief et paysages
Le département de la Dordogne se présente comme un vaste plateau incliné du nord-est (491 m, à la forêt de Vieillecour dans le Nontronnais, à Saint-Pierre-de-Frugie) au sud-ouest (2 m à Lamothe-Montravel). L'altitude du territoire communal varie quant à elle entre 9 mètres et 108 mètres,.
Dans le cadre de la Convention européenne du paysage entrée en vigueur en France le 1er juillet 2006, renforcée par la loi du 8 août 2016 pour la reconquête de la biodiversité, de la nature et des paysages, un atlas des paysages de la Dordogne a été élaboré sous maîtrise d’ouvrage de l’État et publié en octobre 2020. Les paysages du département s'organisent en huit unités paysagères,. La commune est dans le Bergeracois, une région naturelle présentant un relief contrasté, avec les deux grandes vallées de la Dordogne et du Dropt séparées par un plateau plus ou moins vallonné, dont la pente générale s’incline doucement d’est en ouest. Ce territoire offre des paysages ouverts qui tranchent avec les paysages périgourdins. Il est composé de vignes, vergers et cultures,.
La superficie cadastrale de la commune publiée par l'Insee, qui sert de référence dans toutes les statistiques, est de 9,10 km2,,. La superficie géographique, issue de la BD Topo, composante du Référentiel à grande échelle produit par l'IGN, est quant à elle de 9,31 km2.

### Hydrographie

#### Réseau hydrographique

Réseaux hydrographique et routier de Saint-Michel-de-Montaigne.

La commune est située dans le bassin de la Dordogne au sein du Bassin Adour-Garonne. Elle est drainée par la Lidoire, le Lechout et par trois petits cours d'eau, qui constituent un réseau hydrographique de 12 km de longueur totale,.
La Lidoire, d'une longueur totale de 49,46 km, prend sa source dans la commune de Bosset et se jette en rive droite de la Dordogne en limite de Castillon-la-Bataille et Lamothe-Montravel, face à Mouliets-et-Villemartin,. Elle traverse la commune du nord-est au sud-ouest sur près de sept kilomètres et demi, lui servant de limite naturelle sur près de quatre kilomètres face à Gardegan-et-Tourtirac et Castillon-la-Bataille.
Son affluent de rive droite le Lechout, ou Léchou, prend sa source à Villefranche-de-Lonchat et se jette dans la Lidoire en limite de Gardegan-et-Tourtirac et Saint-Michel-de-Montaigne, au nord-ouest du lieu-dit les Chaillaudes. Il borde le territoire communal au nord-ouest sur plus d'un kilomètre.

#### Gestion et qualité des eaux
Le territoire communal est couvert par le schéma d'aménagement et de gestion des eaux (SAGE) « Dordogne Atlantique ». Ce document de planification, dont le territoire correspond au sous‐bassin le plus aval du bassin versant de la Dordogne (aval de la confluence Dordogne - Vézère)., d'une superficie de 2 700 km2 est en cours d'élaboration. La structure porteuse de l'élaboration et de la mise en œuvre est l'établissement public territorial de bassin de la Dordogne (EPIDOR). Il définit sur son territoire les objectifs généraux d’utilisation, de mise en valeur et de protection quantitative et qualitative des ressources en eau superficielle et souterraine, en respect des objectifs de qualité définis dans le troisième SDAGE  du Bassin Adour-Garonne qui couvre la période 2022-2027, approuvé le 10 mars 2022.
La qualité des eaux de baignade et des cours d’eau peut être consultée sur un site dédié géré par les agences de l’eau et l’Agence française pour la biodiversité.

### Climat
Pour des articles plus généraux, voir Climat de la Nouvelle-Aquitaine et Climat de la Dordogne.
Historiquement, la commune est exposée à un climat océanique aquitain.  
En 2020, Météo-France publie une typologie des climats de la France métropolitaine dans laquelle la commune est exposée à un climat océanique et est dans la région climatique  Aquitaine, Gascogne, caractérisée par une pluviométrie abondante au printemps, modérée en automne, un faible ensoleillement au printemps, un été chaud (19,5 °C), des vents faibles, des brouillards fréquents en automne et en hiver et des orages fréquents en été (15 à 20 jours).
Pour la période 1971-2000, la température annuelle moyenne est de 12,8 °C, avec  une amplitude thermique annuelle de 14,8 °C. Le cumul annuel moyen de précipitations est de 847 mm, avec 12,1 jours de précipitations en janvier et 6,9 jours en juillet. Pour la période 1991-2020, la température moyenne annuelle observée sur la station météorologique la plus proche, située sur la commune de Port-Sainte-Foy-et-Ponchapt à 15 km à vol d'oiseau, est de 13,8 °C et le cumul annuel moyen de précipitations est de 809,4 mm,. Pour l'avenir, les paramètres climatiques de la commune estimés pour 2050 selon différents scénarios d’émission de gaz à effet de serre sont consultables sur un site dédié publié par Météo-France en novembre 2022.

## Urbanisme

### Typologie
Au 1er janvier 2024, Saint-Michel-de-Montaigne est catégorisée commune rurale à habitat dispersé, selon la nouvelle grille communale de densité à 7 niveaux définie par l'Insee en 2022.
Elle est située hors unité urbaine et hors attraction des villes,.

### Occupation des sols
L'occupation des sols de la commune, telle qu'elle ressort de la base de données européenne d’occupation biophysique des sols Corine Land Cover (CLC), est marquée par l'importance des territoires agricoles (59,5 % en 2018), une proportion sensiblement équivalente à celle de 1990 (60 %). La répartition détaillée en 2018 est la suivante : 
forêts (40,5 %), cultures permanentes (31,3 %), prairies (14,8 %), zones agricoles hétérogènes (13,3 %). L'évolution de l’occupation des sols de la commune et de ses infrastructures peut être observée sur les différentes représentations cartographiques du territoire : la carte de Cassini (XVIIIe siècle), la carte d'état-major (1820-1866) et les cartes ou photos aériennes de l'IGN pour la période actuelle (1950 à aujourd'hui).

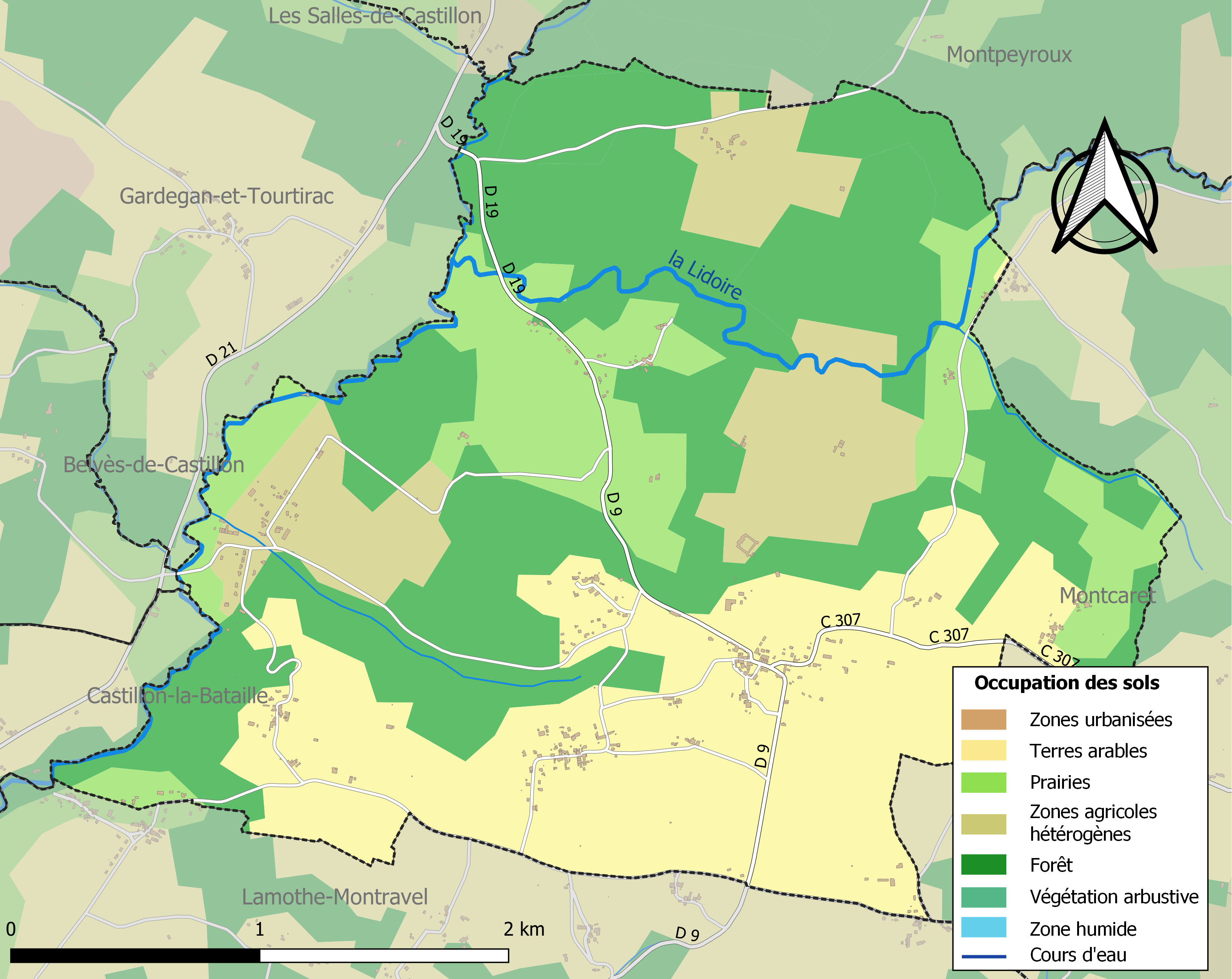
Carte des infrastructures et de l'occupation des sols de la commune en 2018 (CLC).

### Prévention des risques
Le territoire de la commune de Saint-Michel-de-Montaigne est vulnérable à différents aléas naturels : météorologiques (tempête, orage, neige, grand froid, canicule ou sécheresse), feux de forêts, mouvements de terrains et séisme (sismicité très faible). Il est également exposé à un risque technologique, la rupture d'un barrage. Un site publié par le BRGM permet d'évaluer simplement et rapidement les risques d'un bien localisé soit par son adresse soit par le numéro de sa parcelle.

#### Risques naturels
Saint-Michel-de-Montaigne est exposée au risque de feu de forêt. L’arrêté préfectoral du 14 mars 2013 fixe les conditions de pratique des incinérations et de brûlage dans un objectif de réduire le risque de départs d’incendie. À ce titre, des périodes sont déterminées : interdiction totale du 15 février au 15 mai et du 15 juin au 15 octobre, utilisation réglementée du 16 mai au 14 juin et du 16 octobre au 14 février. En septembre 2020, un plan inter-départemental de protection des forêts contre les incendies (PidPFCI) a été adopté pour la période 2019-2029,.

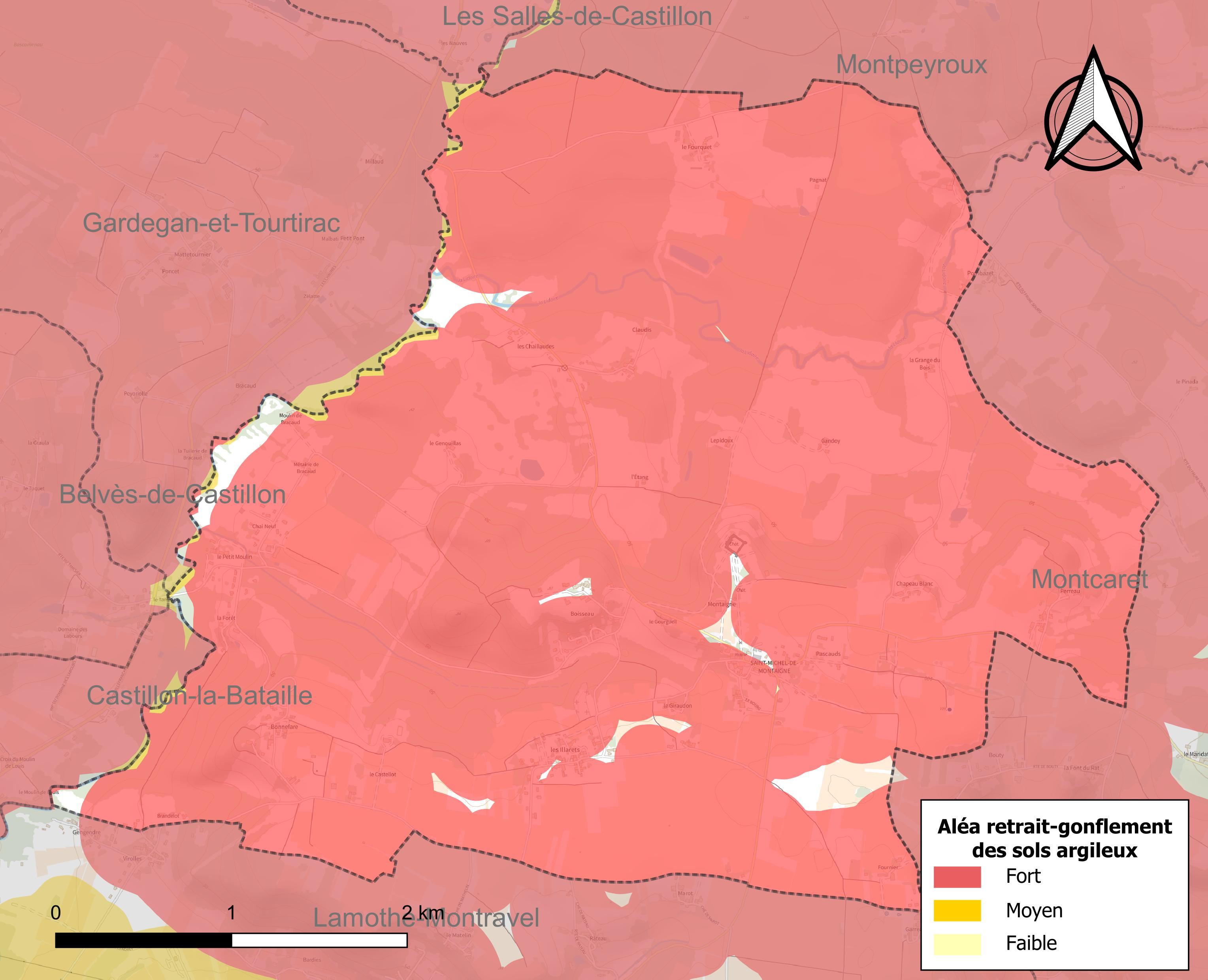
Carte des zones d'aléa retrait-gonflement des sols argileux de Saint-Michel-de-Montaigne.

Les mouvements de terrains susceptibles de se produire sur la commune sont des tassements différentiels. Le retrait-gonflement des sols argileux est susceptible d'engendrer des dommages importants aux bâtiments en cas d’alternance de périodes de sécheresse et de pluie. 97,4 % de la superficie communale est en aléa moyen ou fort (58,6 % au niveau départemental et 48,5 % au niveau national métropolitain). Depuis le 1er octobre 2020, en application de la loi ÉLAN, différentes contraintes s'imposent aux vendeurs, maîtres d'ouvrages ou constructeurs de biens situés dans une zone classée en aléa moyen ou fort,.
La commune a été reconnue en état de catastrophe naturelle au titre des dommages causés par les inondations et coulées de boue survenues en 1982, 1999, 2001 et 2005, par la sécheresse en 1992, 2005 et 2017 et par des mouvements de terrain en 1999.

#### Risque technologique
La commune est en outre située en aval du barrage de Bort-les-Orgues, un ouvrage de classe A situé dans le département de la Corrèze et faisant l'objet d'un PPI depuis 2009. À ce titre elle est susceptible d’être touchée par l’onde de submersion consécutive à la rupture de cet ouvrage.

## Toponymie
Le nom de la commune actuelle fait référence au patronage religieux de la paroisse par l'archange saint Michel.
Le nom de Montaigne rappelle la montagne ou hauteur caractéristique où se trouvait le château, centre d'un ancien fief seigneurial. Le vieux toponyme indique un repère observable depuis le chemin, alors que l'appellation paysanne occitane montàña fait en plus référence au droit pastoral médiéval, que contrôlait la modeste place seigneuriale.
La commune obtient en 1936 le droit de reprendre une ancienne appellation communale et de s'appeler Saint-Michel-de-Montaigne, officiellement pour rappeler le souvenir du seigneur de Montaigne le plus célèbre, l'écrivain et diplomate érudit Michel de Montaigne, qui possédait le fief et le château, aménagé en demeure familiale.
En occitan, la commune porte le nom de Sent Miquèu de Montanha.

## Histoire
La tradition paysanne, aujourd'hui disparue, attestait de violents antagonismes médiévaux avec la contrée voisine de Lamothe-Montravel, du moins à partir du VIIe siècle.
Les communautés paysannes, nées de l'évolution des bans mérovingiens d'Aquitaine, pratiquent une polyculture très variée, englobant évidemment la viticulture de subsistance et de vente. Le passage des troupeaux, bovins, porcs et ovins, gagnant les hautes terres du Périgord blanc, voire au-delà, ont favorisé les échanges économiques et les débouchés des surplus agricoles et des petites industries.
Au XIIe siècle ont été bâties trois églises à Bonefare, à Bracaud et à Saint-Michel.
La première mention écrite connue du lieu remonte au XIVe siècle sous la forme Sanctus Michael, arch. de Velhinis (« Saint Michel, archiprêtré de Vélines »).
En 1793, les communes de « Bonnefare » et « Saint Michel de Montaigne » fusionnent sous le nom de « Saint-Michel-et-Bonnefare » qui, en 1936, change de nom et reprend le nom de « Saint-Michel-de-Montaigne ».
Au XIXe siècle, l'économie rurale de la commune souffre essentiellement de l'enclavement et de l'exode rural dès qu'un désenclavement vicinal ou routier apparaît.
La commune de Saint-Michel-et-Bonnefare, une des treize communes du canton de Vélines, compte 429 habitants au recensement national de 1876. Au nord du bourg, s'observait autrefois une vaste terrasse et l'escarpement naturel du coteau alors qu'au midi, les grands murs s'élevaient encore laissant voir des meurtrières, à l'est un grand mur et à l'ouest, une porte d'entrée avec pont-levis. L'enceinte en forme de quadrilatère comportait en outre deux autres tours d'angle au sud.
La bibliothèque du château de Michel de Montaigne comportait alors deux mille volumes, rangés sur cinq tablettes circulaires.
Les touristes des années 1880 pouvaient admirer les sentences grecques et latines, gravées sur les murs et poutres en bois, ainsi que les boiseries. Le docteur Jean-François Payen (1800-1870), érudit bibliophile des Essais, les avait scrupuleusement relevées dès 1836 et publiées en recueils, avec d'autres documents et analyses d'objets concernant Michel de Montaigne, l'ami disparu Étienne de La Boétie et sa fille spirituelle Marie de Gournay édités entre 1847 et 1856, voire jusqu'en 1870.

## Politique et administration

### Rattachements administratifs et électoraux
Dès 1790, la commune de Saint-Michel-de-Montaigne a fait partie du canton de Lamothe qui dépendait du district de Mussidan jusqu'en 1795, date de suppression des districts. Lorsque ce canton est supprimé par la loi du 8 pluviôse an IX (28 janvier 1801) portant sur la « réduction du nombre de justices de paix », la commune est rattachée au canton de Vélines dépendant de l'arrondissement de Bergerac.
Dans le cadre de la réforme de 2014 définie par le décret du 21 février 2014, ce canton disparaît aux élections départementales de mars 2015. La commune est alors rattachée au canton du Pays de Montaigne et Gurson.

### Intercommunalité
Début 2011, Saint-Michel-de-Montaigne, limitrophe de la Gironde, adhère à une intercommunalité de ce département, la communauté de communes Castillon-Pujols.

### Administration municipale
La population de la commune étant comprise entre 100 et 499 habitants au recensement de 2017, onze conseillers municipaux ont été élus en 2020,.

### Liste des maires
| Période                                  | Période   | Identité              | Étiquette | Qualité     |
| ---------------------------------------- | --------- | --------------------- | --------- | ----------- |
| Les données manquantes sont à compléter. |           |                       |           |             |
|                                          |           |                       |           |             |
|                                          |           | Louis Pozzi           |           |             |
| 1986                                     | mars 2008 | Georges Ciller-Duffey |           |             |
| mars 2008 (réélu en mai 2020)            | En cours  | Gérard de Miras       | SE        | Viticulteur |

### Politique environnementale
Dans son palmarès 2024, le Conseil national de villes et villages fleuris de France a attribué deux fleurs à la commune.

## Équipements et services publics

### Justice
En 2023, dans le domaine judiciaire, Saint-Michel-de-Montaigne relève : 
- du tribunal judiciaire, du tribunal pour enfants, du conseil de prud'hommes et du tribunal de commerce de Bergerac ;
- du pôle Nationalité du tribunal judiciaire de Périgueux (compétent uniquement dans le domaine de la nationalité) ;
- de la cour d'appel, du tribunal administratif et de la  cour administrative d'appel de Bordeaux.

## Population et société

### Démographie
L'évolution du nombre d'habitants est connue à travers les recensements de la population effectués dans la commune depuis 1793. Pour les communes de moins de 10 000 habitants, une enquête de recensement portant sur toute la population est réalisée tous les cinq ans, les populations de référence des années intermédiaires étant quant à elles estimées par interpolation ou extrapolation. Pour la commune, le premier recensement exhaustif entrant dans le cadre du nouveau dispositif a été réalisé en 2004.

En 2022, la commune comptait 323 habitants, en évolution de −5,56 % par rapport à 2016 (Dordogne : +0,37 %, France hors Mayotte : +2,11 %).
| 1793 | 1800 | 1806 | 1821 | 1831 | 1836 | 1841 | 1846 | 1851 |
| ---- | ---- | ---- | ---- | ---- | ---- | ---- | ---- | ---- |
| 571  | 343  | 454  | 535  | 541  | 521  | 437  | 479  | 461  |

| 1856 | 1861 | 1866 | 1872 | 1876 | 1881 | 1886 | 1891 | 1896 |
| ---- | ---- | ---- | ---- | ---- | ---- | ---- | ---- | ---- |
| 465  | 441  | 410  | 427  | 429  | 443  | 393  | 394  | 431  |

| 1901 | 1906 | 1911 | 1921 | 1926 | 1931 | 1936 | 1946 | 1954 |
| ---- | ---- | ---- | ---- | ---- | ---- | ---- | ---- | ---- |
| 470  | 464  | 435  | 446  | 450  | 427  | 413  | 402  | 379  |

| 1962 | 1968 | 1975 | 1982 | 1990 | 1999 | 2004 | 2006 | 2009 |
| ---- | ---- | ---- | ---- | ---- | ---- | ---- | ---- | ---- |
| 349  | 291  | 283  | 283  | 292  | 297  | 335  | 347  | 367  |

| 2014 | 2019 | 2022 | - | - | - | - | - | - |
| ---- | ---- | ---- | - | - | - | - | - | - |
| 346  | 326  | 323  | - | - | - | - | - | - |

## Économie
Les ressources de la commune sont avant tout viticoles. Les vignes se situent sur un plateau bien exposé et produisent un vin de qualité méconnue. Le vignoble est celui de l'appellation d'origine contrôlée montravel.

### Emploi
En 2015, parmi la population communale comprise entre 15 et 64 ans, les actifs représentent 153 personnes, soit 44,3 % de la population municipale. Le nombre de chômeurs (vingt) a légèrement augmenté par rapport à 2010 (dix-neuf) et le taux de chômage de cette population active s'établit à 13,1 %.

### Établissements
Au 31 décembre 2015, la commune compte quarante-six établissements, dont dix-huit au niveau des commerces, transports ou services, seize dans l'agriculture, la sylviculture ou la pêche, six relatifs au secteur administratif, à l'enseignement, à la santé ou à l'action sociale, trois dans la construction, et trois dans l'industrie.

## Culture locale et patrimoine

### Lieux et monuments

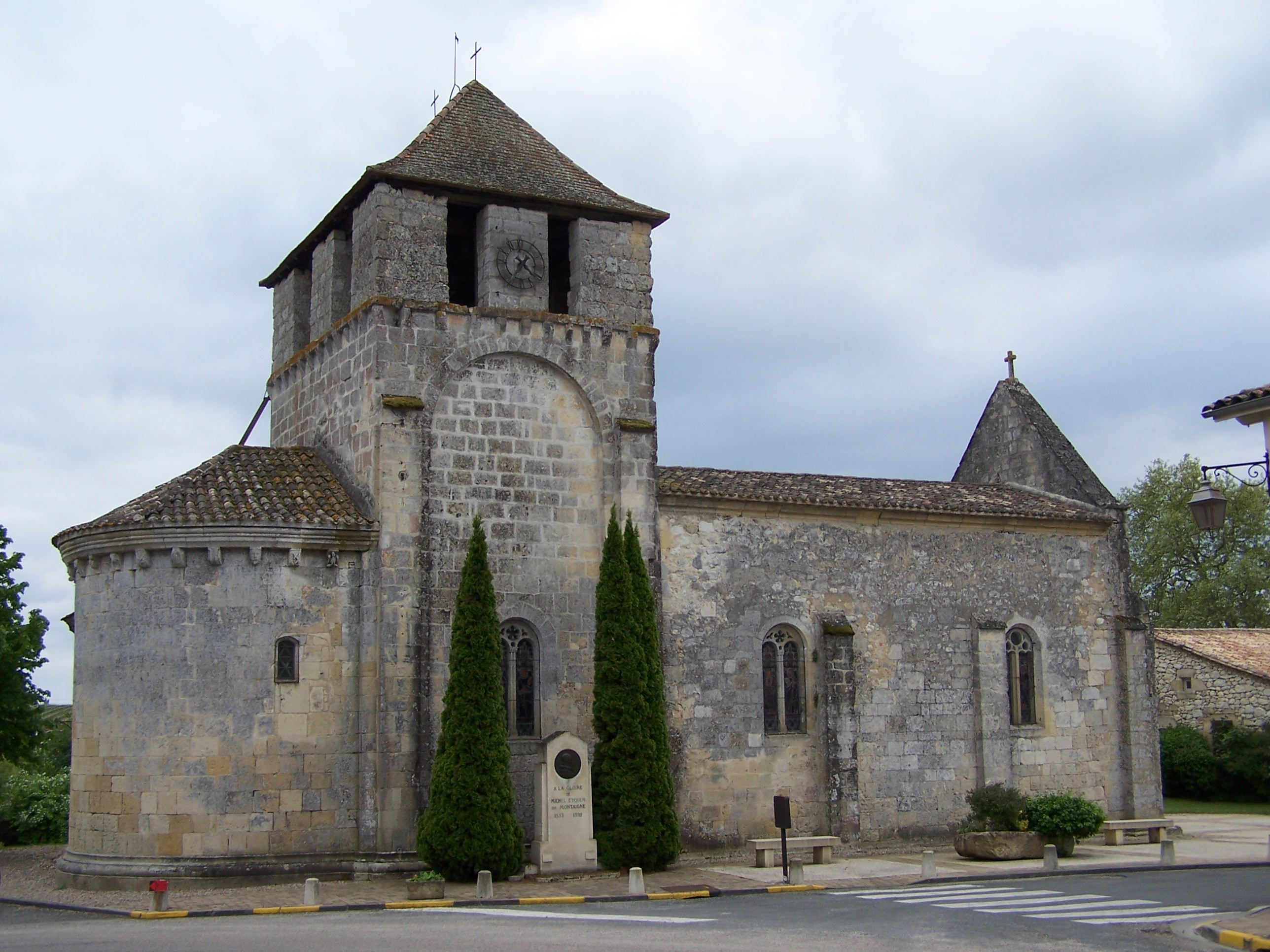
L'église Saint-Michel.

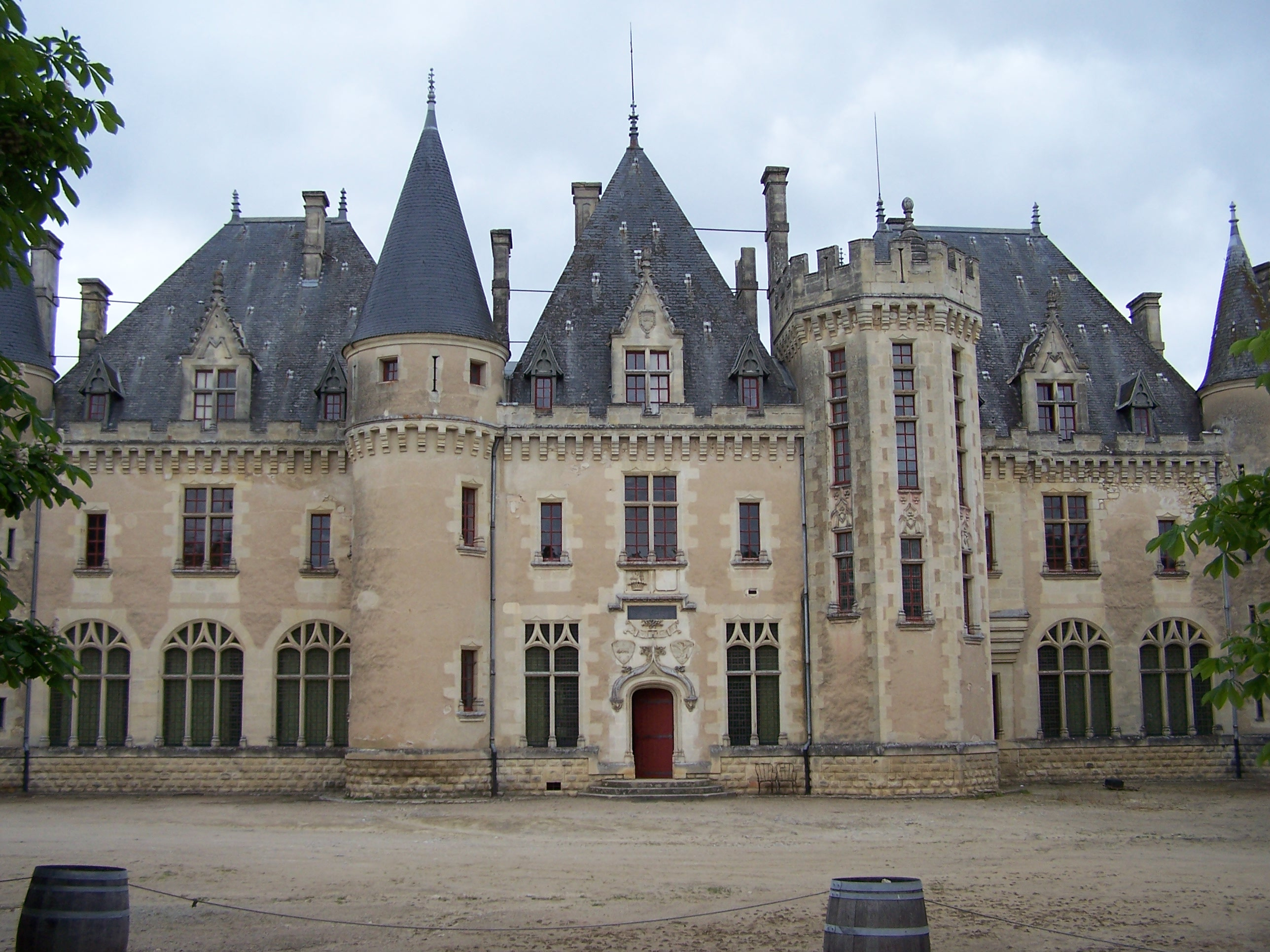
La façade ouest et la cour intérieure du château reconstruit au XIX.

L'église Saint-Michel a été construite au XIIe siècle, partiellement détruite par un incendie au cours des guerres de religion et restaurée au début du XVIIe siècle par des fonds donnés par l'épouse de Montaigne. Elle est classée monument historique depuis 1970.
Le château de Montaigne date des XVIe et XVIIe siècles. Détruit en grande partie par un incendie en 1885, il fut aussitôt reconstruit. Il peut être visité. Englobée dans le corps des bâtiments attenants au château et lui faisant en quelque sorte face, la tour dite « de Montaigne », seul vestige véritable du XVIe siècle, abrite la « librairie » sous les vieilles poutres, c'est-à-dire la bibliothèque de l'écrivain philosophe, pièce où il aimait à se retirer pour lire et écrire, parfois y graver des sentences ou des citations illustres. Les Essais ont ainsi été écrits en ce lieu. La tour de la librairie est classée monument historique depuis 1952 et le château, ses dépendances et le parc sont inscrits depuis 2009.

#### Galerie

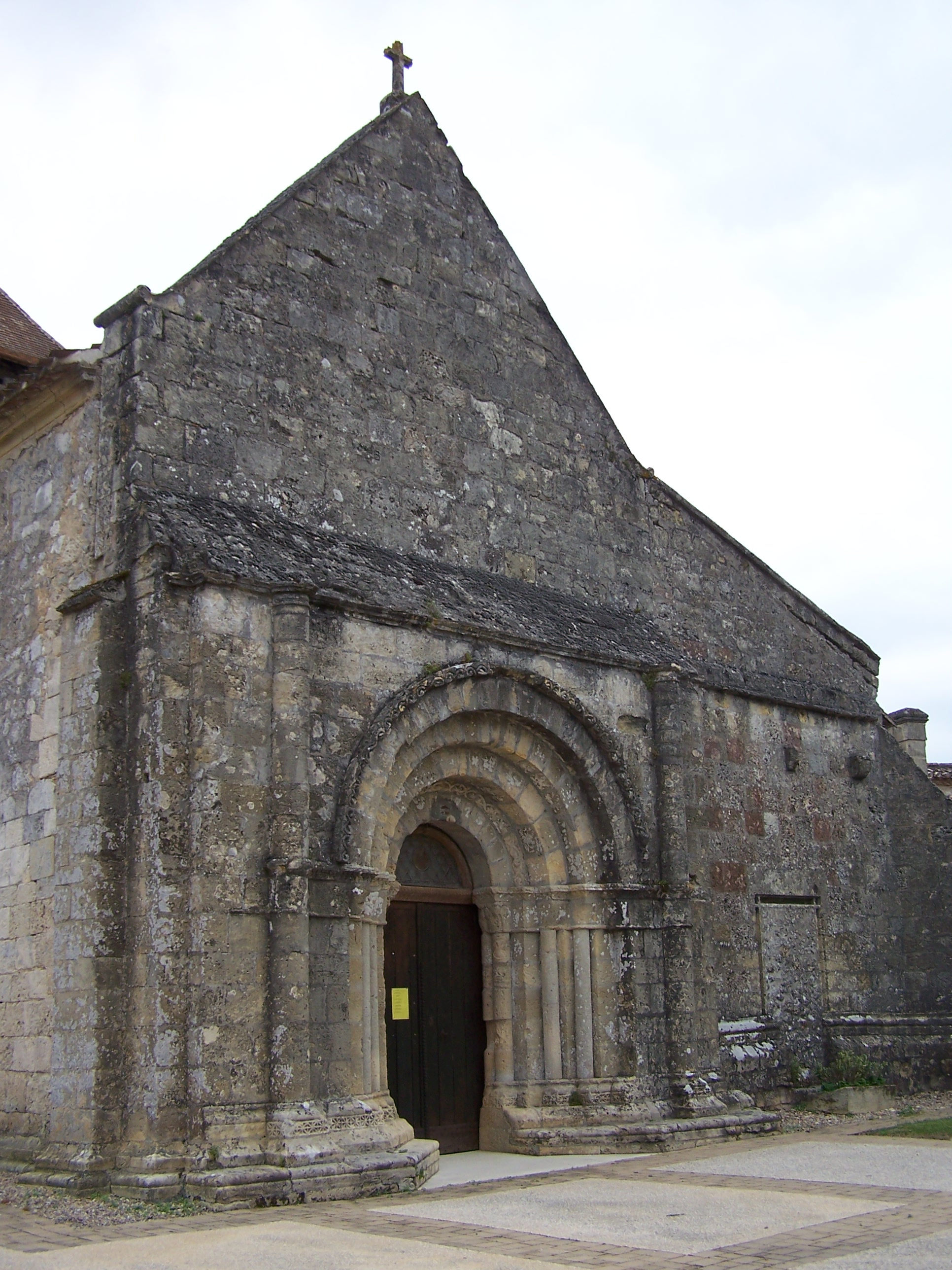
Le porche roman de l’église.
Plan de l’église.
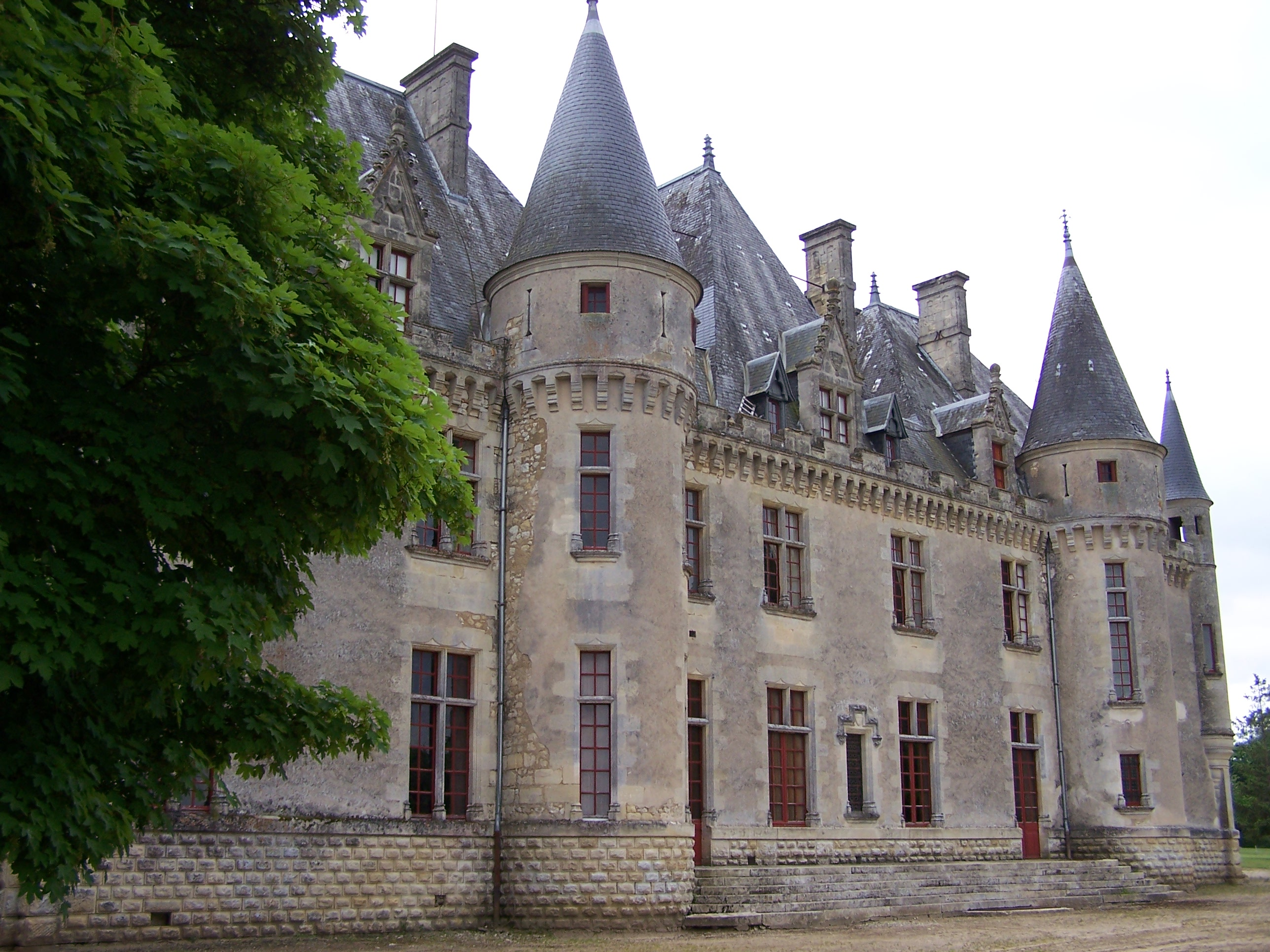
La façade est du château (XIXe siècle).
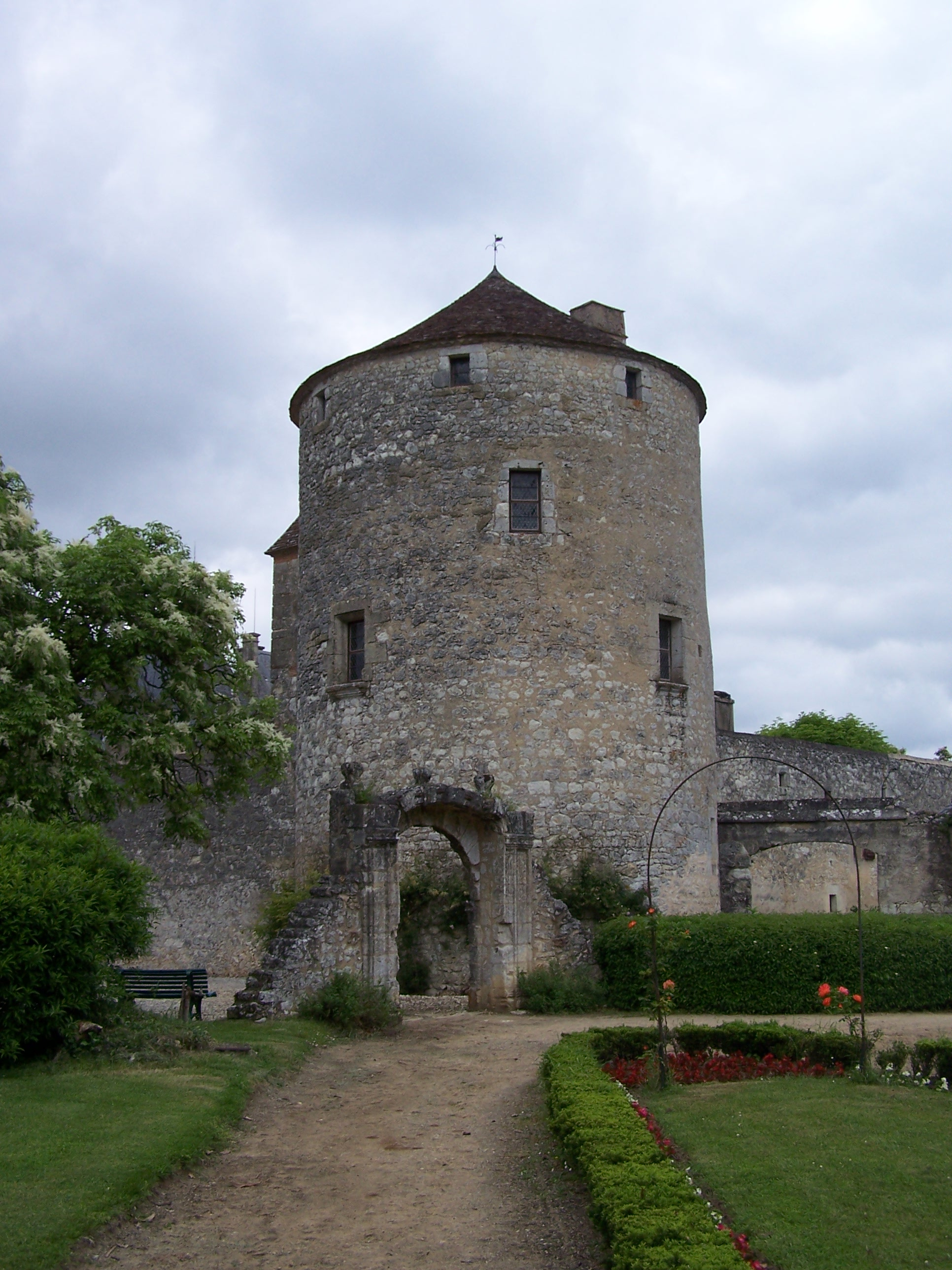
La tour de Montaigne, côté sud (XVIe siècle).
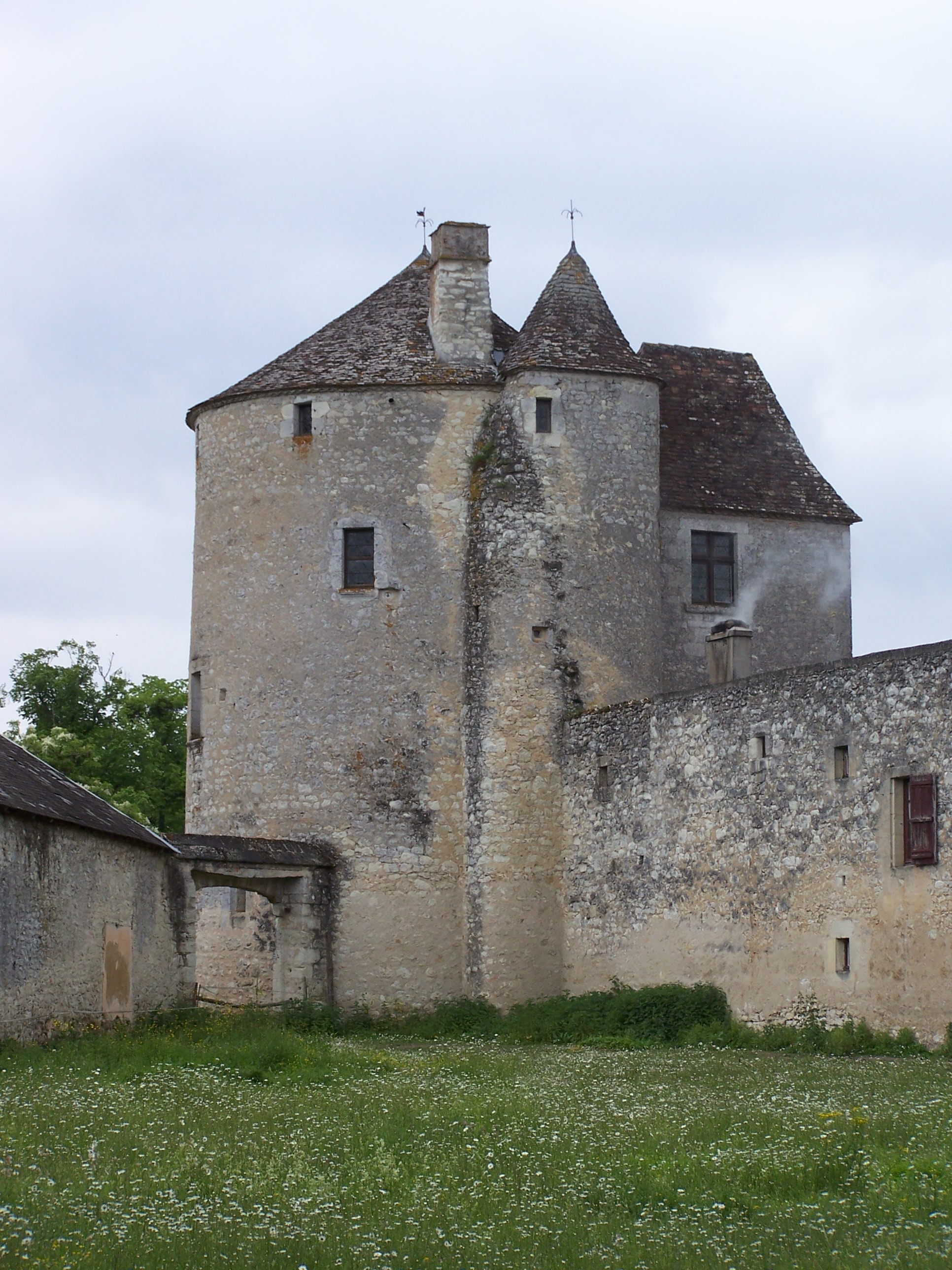
La tour de Montaigne, côté nord.
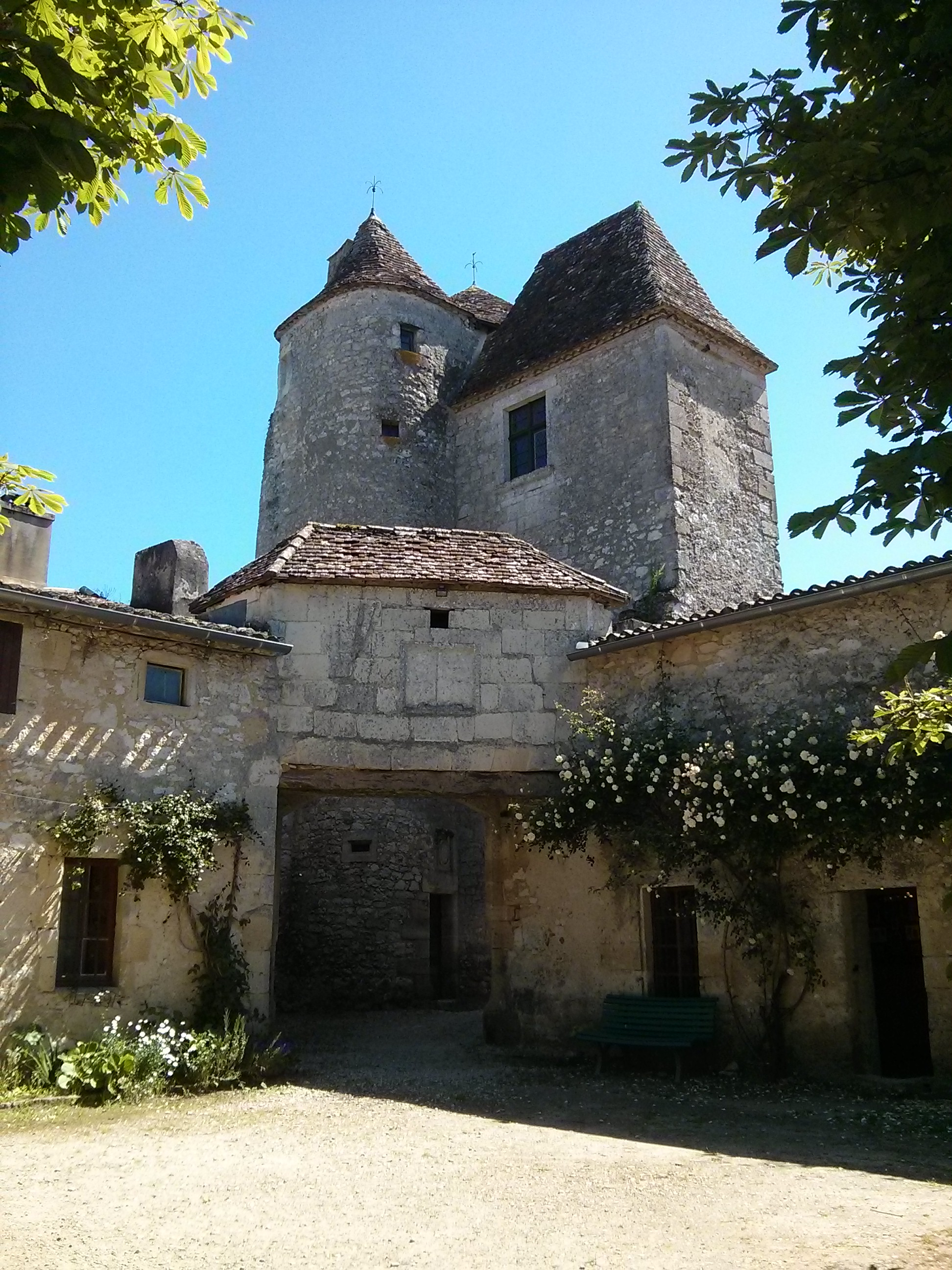
La tour de Michel de Montaigne, vue de l'enceinte du château.
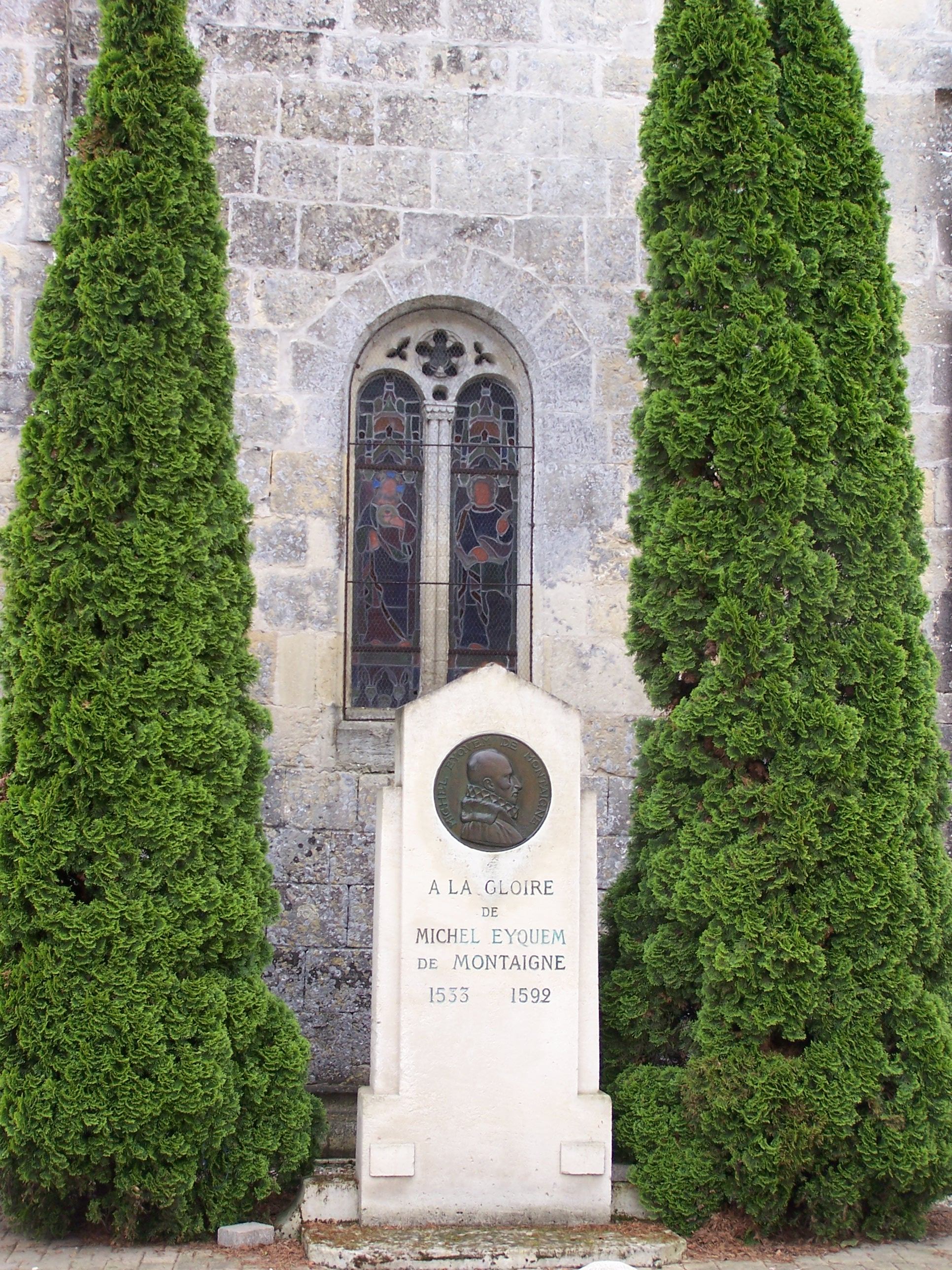
Près de l'église, stèle en hommage à Montaigne.
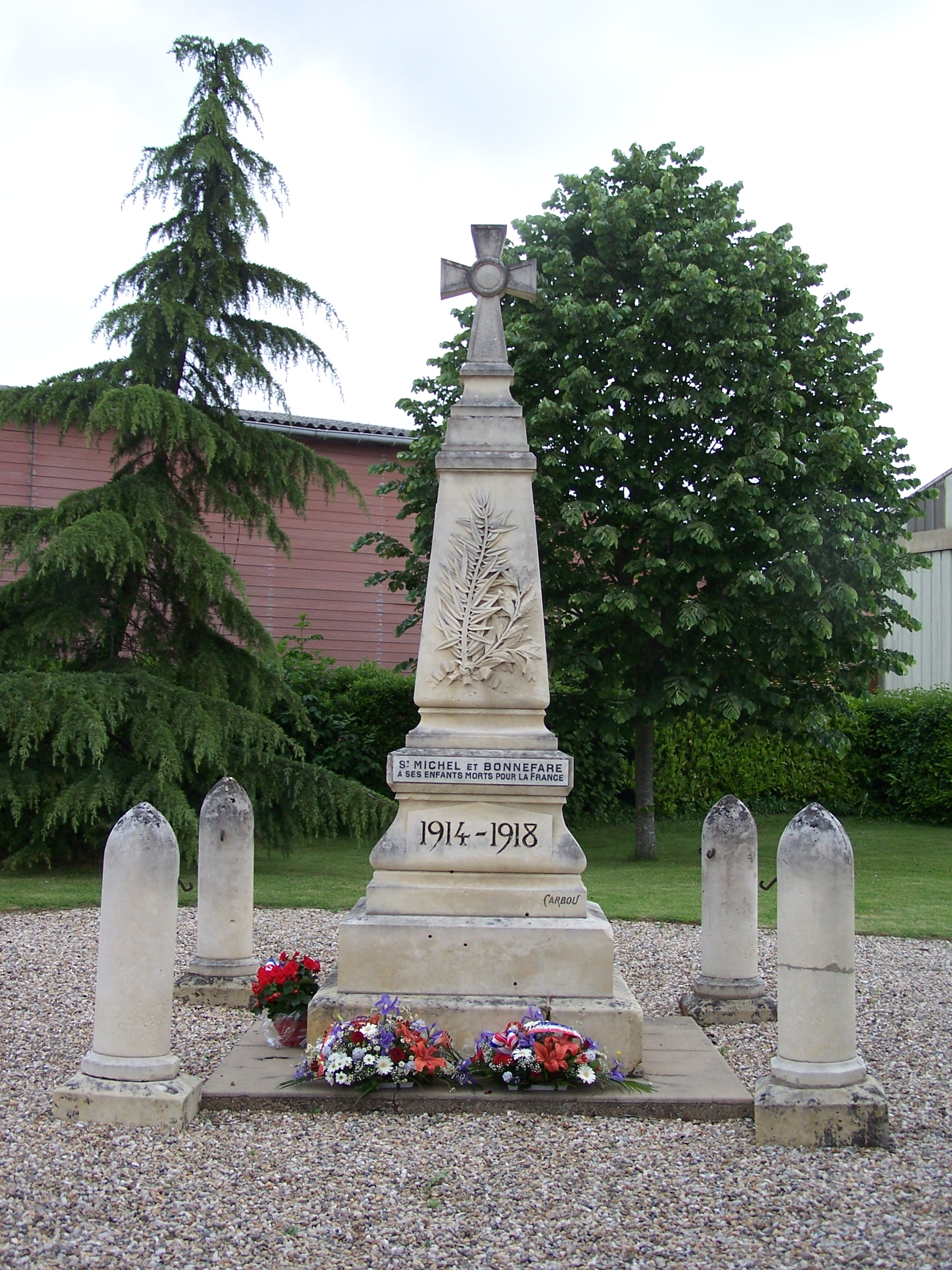
Le monument aux morts, face à la mairie.

### Personnalités liées à la commune
- Michel de Montaigne (1533-1592) est né au château et est décédé dans sa chambre, dans la tour, des suites de sa gravelle (ancien nom pour les calculs rénaux).
- Pierre Magne (1806-1879), homme politique, ministre des finances de Napoléon III, est décédé au château qu'il avait racheté.
- Maurice-Henri Mercier de Lostende (1860-1950) : contre-amiral mort à Saint-Michel-de-Montaigne.

## Pour approfondir